# Medal za Wybitną Służbę (Portugalia)
Medal za Wybitną Służbę (por. Medalha serviços distintos) – medal wojskowy, szóste w kolejności portugalskie odznaczenie państwowe.
Ustanowiony 2 października 1863 pod nazwą Medal za Dobrą Służbę (Medalha de Bons Serviços), jako druga z trzech klas Medalu Wojskowego (Medalha Militar). Od 1946, po zmianie regulaminu, istniejący pod obecną nazwą jako oddzielne odznaczenie. Nadawany jako nagroda za istotne i nadzwyczajne czyny podczas służby wojskową.
Dzieli się na trzy stopnie:
- Złoty (ouro)
- Srebrny (prata)
- Brązowy (cobre) – dodany w 1919